# Ludwig Förster
Ludwig Förster (8. října 1797 Bayreuth – 13. června 1863 Bad Gleichenberg, Štýrsko) byl vídeňský architekt, urbanista, stavitel, představitel historismu.

## Život
Ludwig Christian Frederik von Förster se narodil v Ansbachu v rodině vrchního inženýra a lesního inspektora v Bayreuthu. Po studiu na gymnasiu v letech 1809–1816 studoval architekturu na královské Akademii výtvarných umění v Mnichově a od dubna 1818 na Akademii výtvarných umění ve Vídni u profesora Petera Nobileho. V letech 1820–1826 pracoval jako korektor u profesora Nobileho. V letech 1839–40 měl samostatnou projekční kancelář, ve které krátký čas pracoval Otto Wagner. V období 1843–1846 byl profesorem na Akademii výtvarných umění ve Vídni. V letech 1846–52 měl společnou praxi se svým zetěm Theophilem Hansenem. Významně se podílel na regulačním plánování Vídně a výstavbě budov (vídeňská Ringstrasse). Významně se podílel na plánovaní města Brna. V roce 1826 založil umělecký litografický ústav Artistisch-litographische Anstalt, který se zabýval vydáváním zinkografických reprodukcí. V roce 1836 založil časopis Allgemeine Bau-Zeitung (ABZ). V letech 1862–1863 byl na léčení v Itálii. 13. července 1863 podlehl vleklé plicní nemoci v lázních Bad Gleichenberg ve Štýrsku.
Za svoje zásluhy získal Řád železné koruny třetí třídy a byl posmrtně povýšen do šlechtického stavu. V roce 1855 obdržel Řád čestné legie, hodnost rytíř, za výkon funkce předsedy poroty na pařížské světové výstavě.

### Rodina
V roce 1826 se oženil s Marií rozenou Schmidtovou z Blanska
- Sofie (1830–1851) vdaná za Theophila Hansena, zemřela po svatební cestě u předčasného porodu.
- Heinrich Albert Eduard Förster (1832–1889) stavitel, architekt.
- Emil Carl Gerhard von Förster (1838–1909) architekt.
- Fridrich spoluúčastník uměleckého litografického ústavu.

## Dílo
- 1831 renovace Reduty, Brno[1]
- 1839 Zinnerův cukrovar, Vídeň
- 1842–1844 Chotkova vila, Velké Březno[6]
- 1842–1847 Báňské ředitelství, náměstí T. G. Masaryka 121, Příbram I[7]
- Palác Ernsta Johanna Herringa z Frankensdorfu, Náměstí Svobody, Brno[8]
- 1842–1861 evangelický kostel v Ratiboři u Vsetína
- před 1847 Skeneho palác, Hybešova č. 43, Staré Brno
- 1847–1848 Kleinův palác, Náměstí Svobody, Brno, spolu s Theophilem Hansenem[2]
- 1848 návrh sídliště třípatrových domů v Leopoldstadtu, neuskutečněno[1]
- 1849–1855 vídeňský Arsenál, spolu s Theophilem Hansenem
- 1849 Villa Pereira v Grafenstein
- 1849 evangelický kostel, Gumpendorferstraße, Vídeň
- 1853–1854 textilní továrna bratří Julia a Maxe Gomperzových, Václavská ulice č. 6, Brno[1]
- 1853–1854 Alžbětin most před Korutanskou branou ve Vídni
- 1854–1859 Velká synagoga v Budapešti, Maďarsko
- 1855 Budova casina, park Lužánky, Brno[2]
- před 1858 Evangelický kostel v Suchdole nad Odrou
- 1858–1859 Německá reálka v místě vyhořelého pivovaru minoritů, nyní Střední odborná škola a Střední odborné učiliště obchodní, Jánská 22, Brno[2][3]
- 1858 synagoga v Leopoldstadtu v Tempelgasse, zbořena jižní část v roce 1938, severní část zničena bombardováním
- 1858 regulační plán Ringstraße, Vídeň
- 1860 regulační plán Okružní třídy, Brno[2]
- 1860–1861 palác Gomperz ve Vídni, Kärntner Ring 3
- 1861 palác Hoyos ve Vídni, Kärntner Ring 1 (dnes Hotel Bristol)
- 1861–1863 palác Todesco, Kärntner Straße č. 51, Vídeň
- 1862 dům Franze Leopolda Bittnera s figurálně zdobeným arkýřem, Křenová 20, Brno[2]
- 1862 vyšší reální škola, Opava
- 1862–1863 evangelický kostel, Sopron, Maďarsko
- 1863 synagoga, Miškovec[4]
- Rahnův palác, Rosice

## Galerie

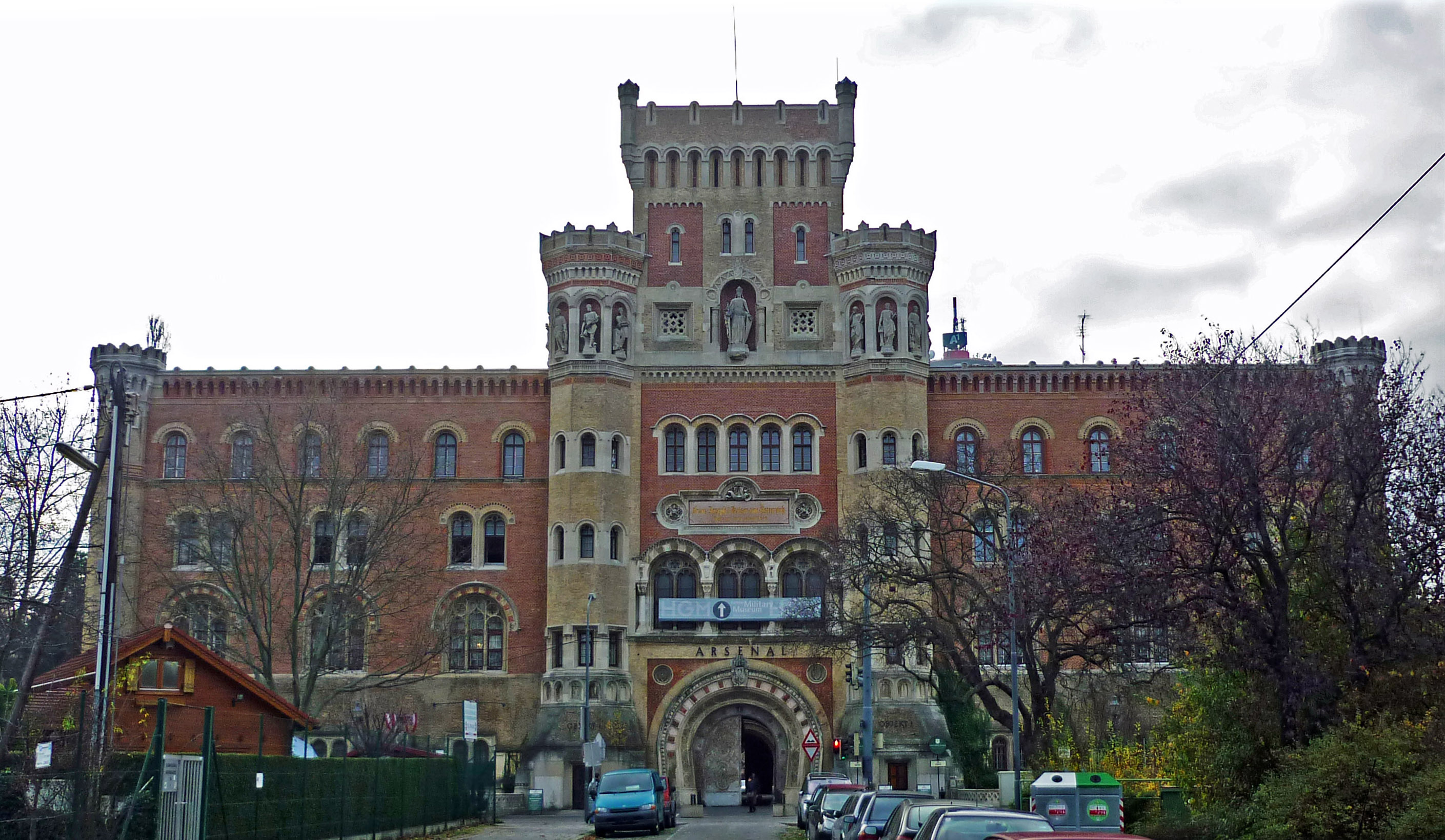
Arsenal ve Vídni
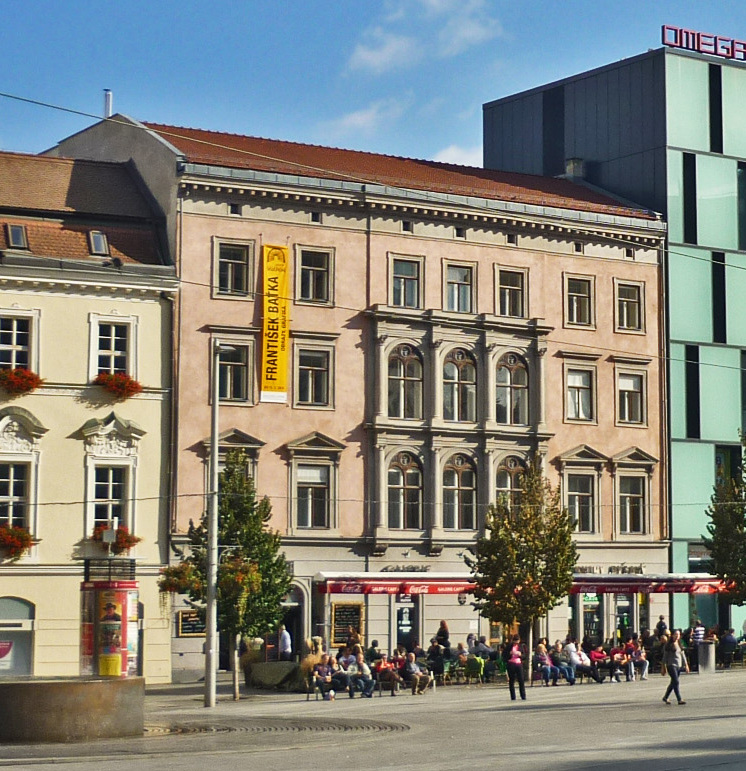
Herringův palác v Brně
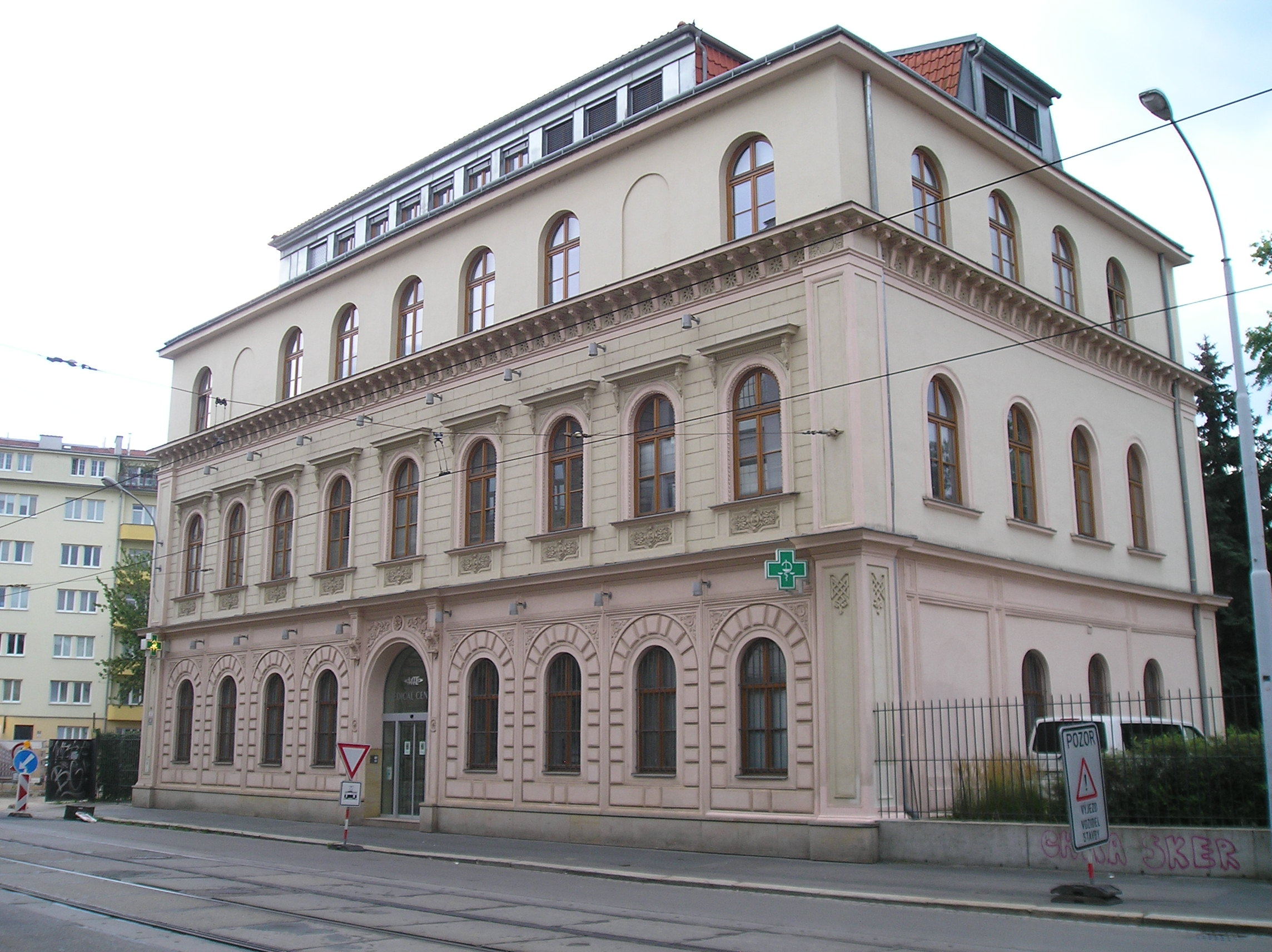
Skeneho palác v Brně
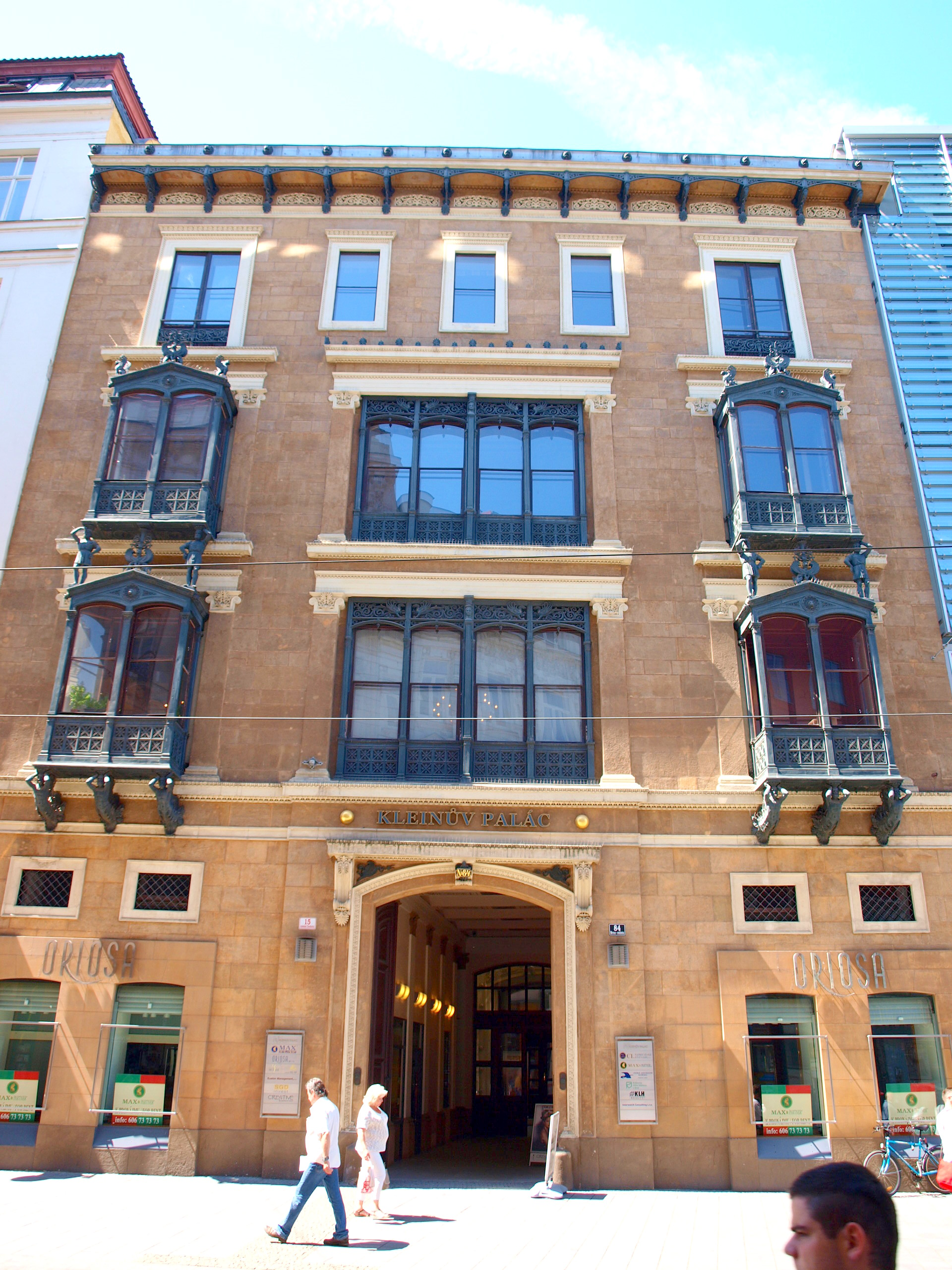
Kleinův palác v Brně
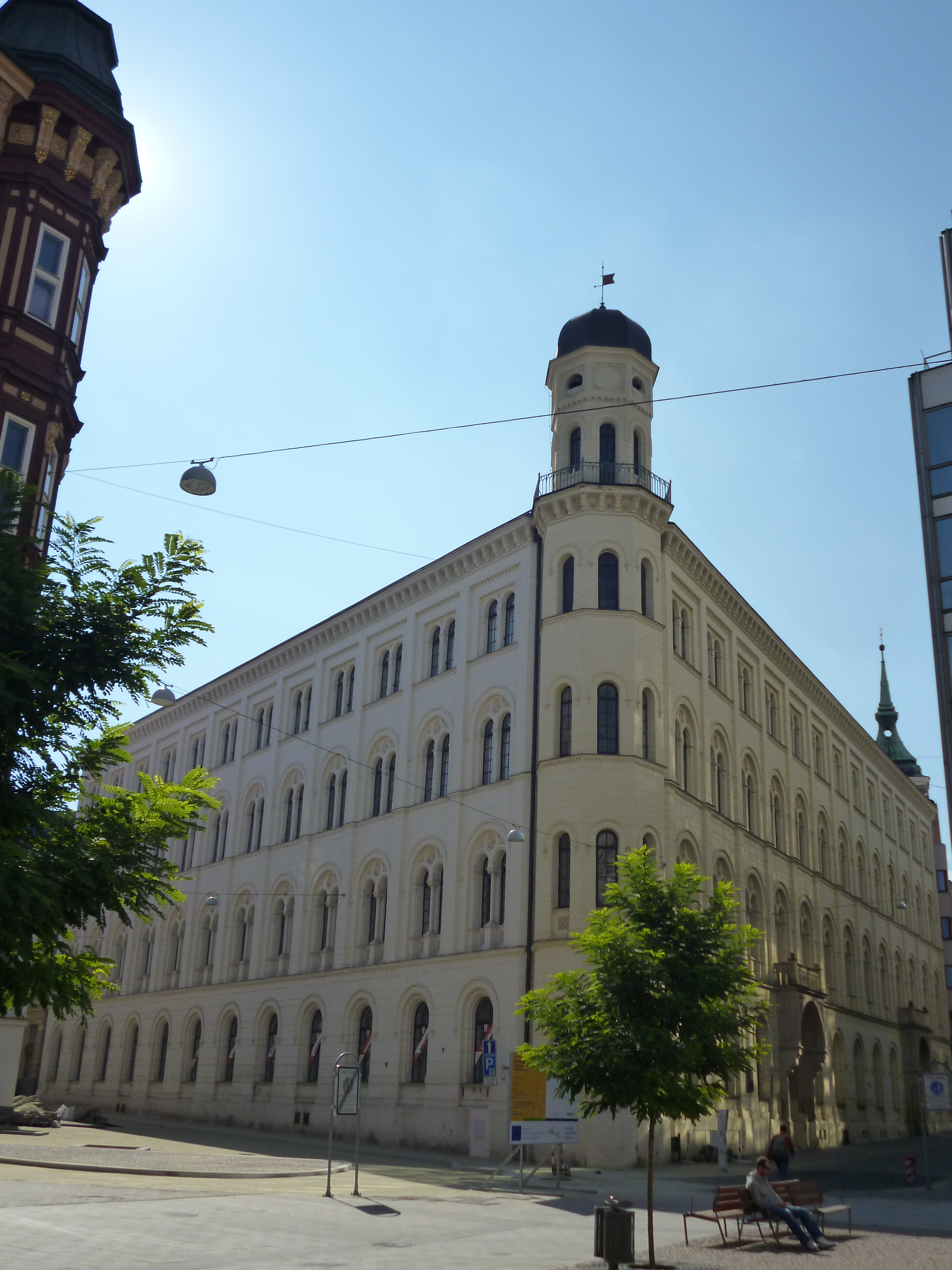
Střední škola na Jánské 22 v Brně
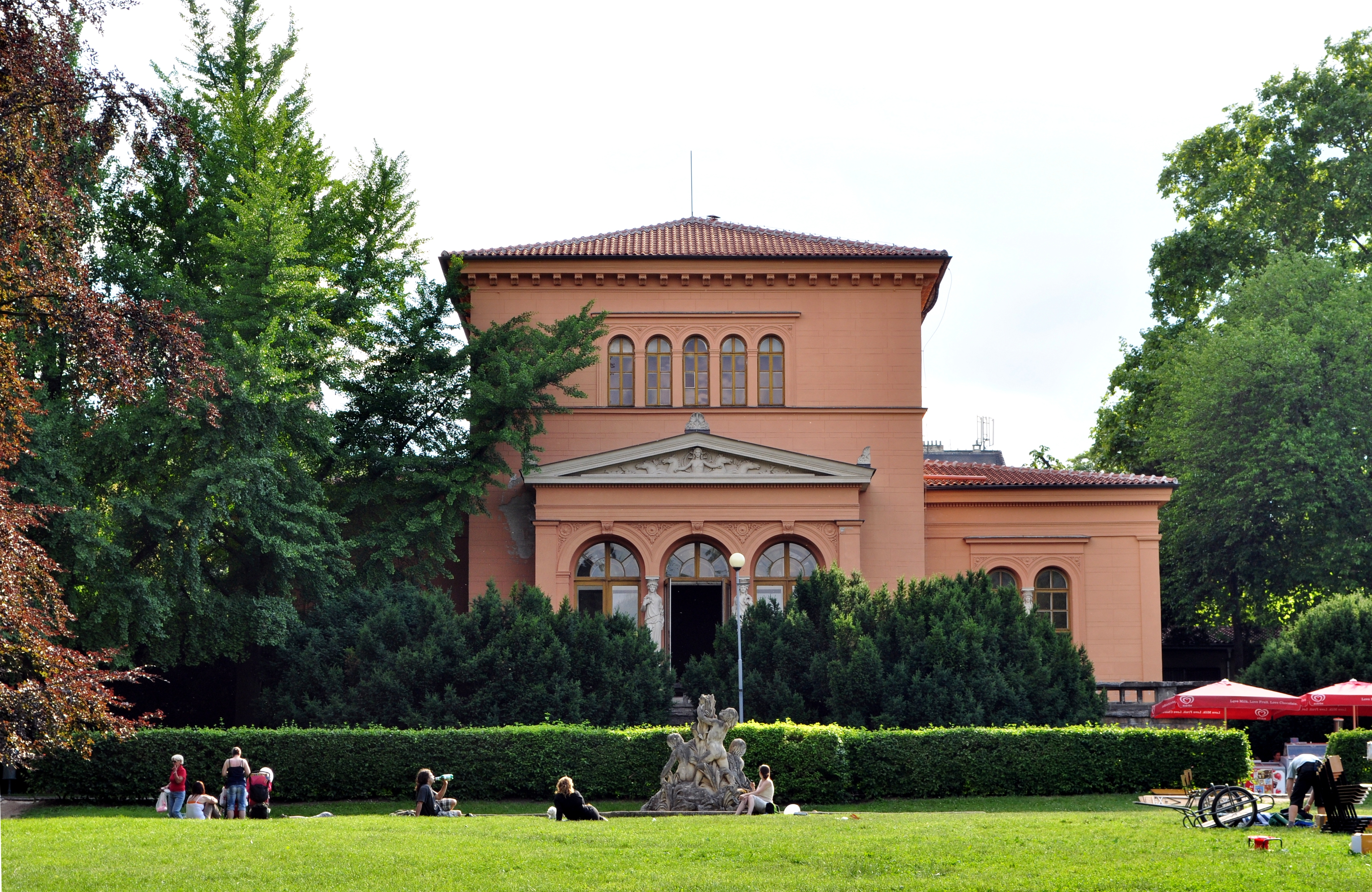
Kasíno v parku Lužánky
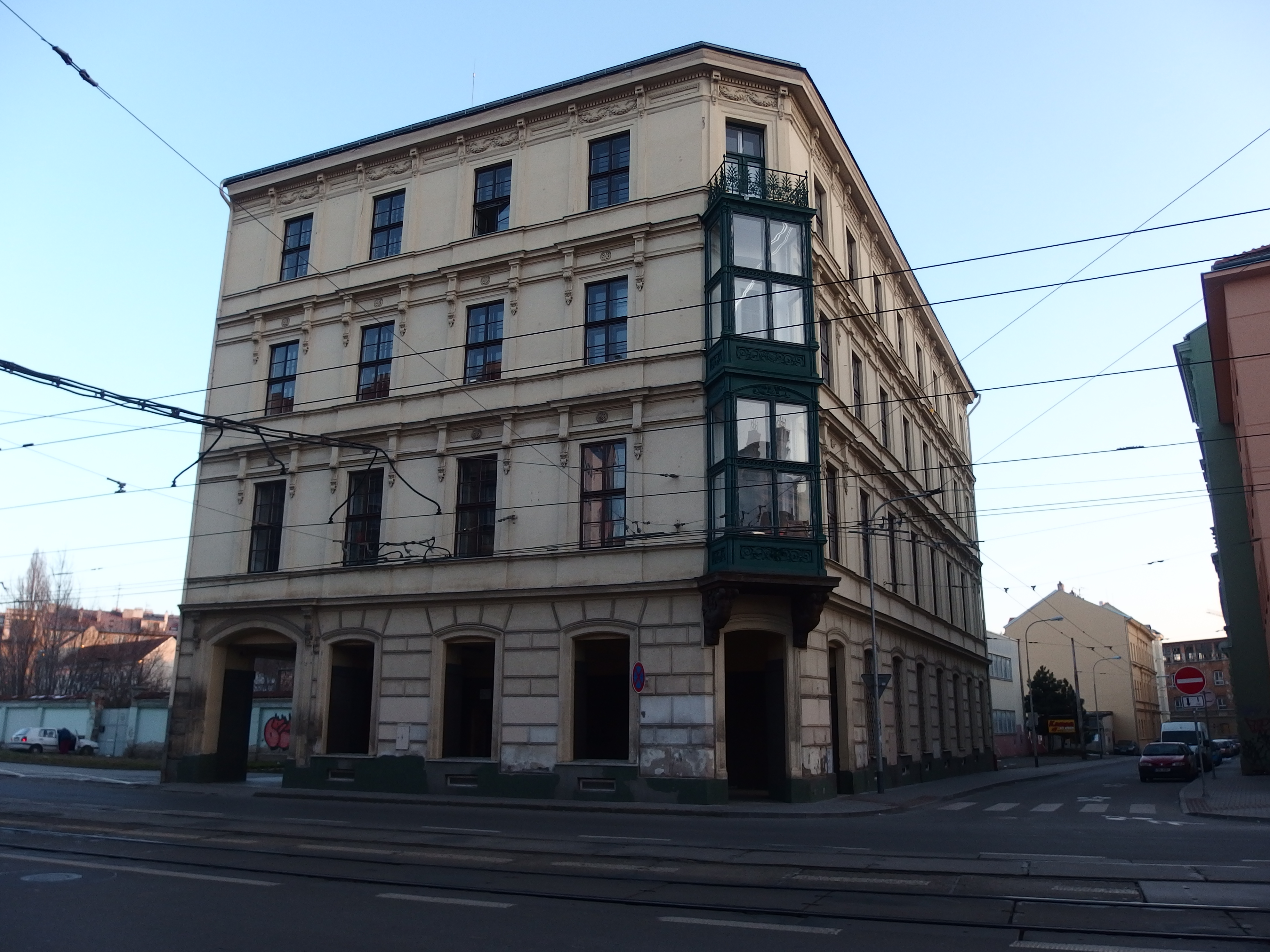
dům Křenová č. 20 v Brně
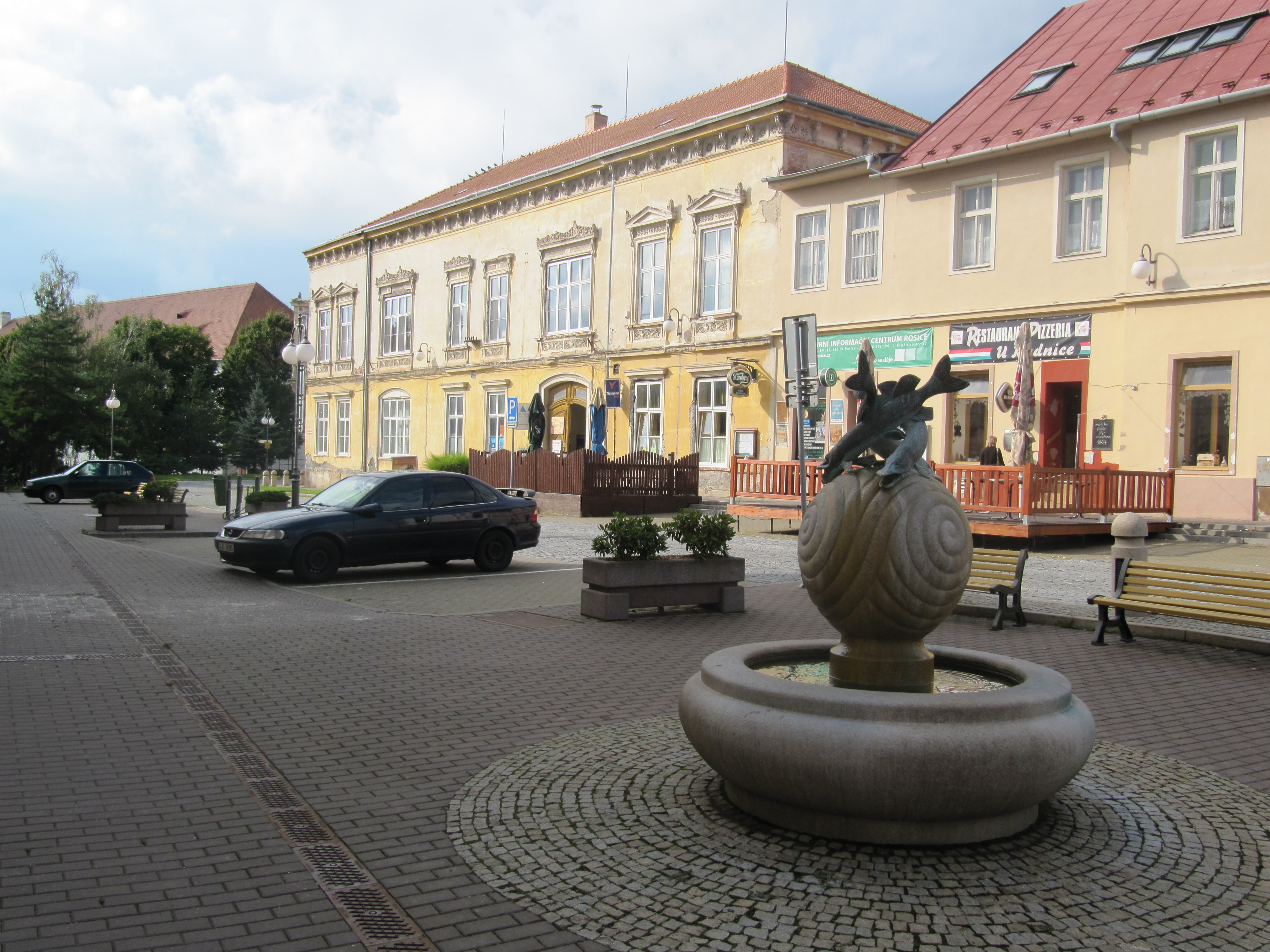
Rahnův palác v Rosicích
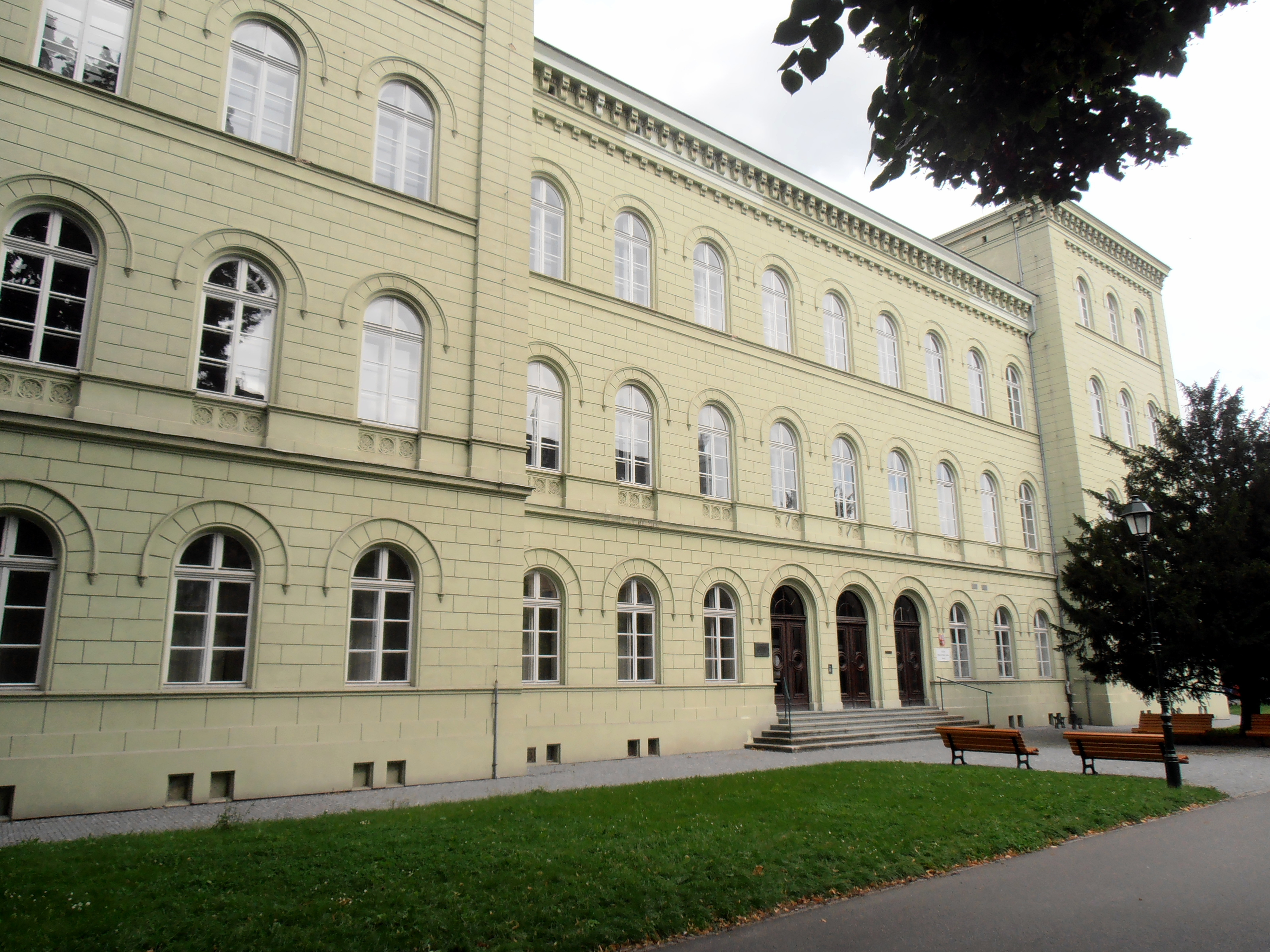
Vyšší reální škola v Opavě
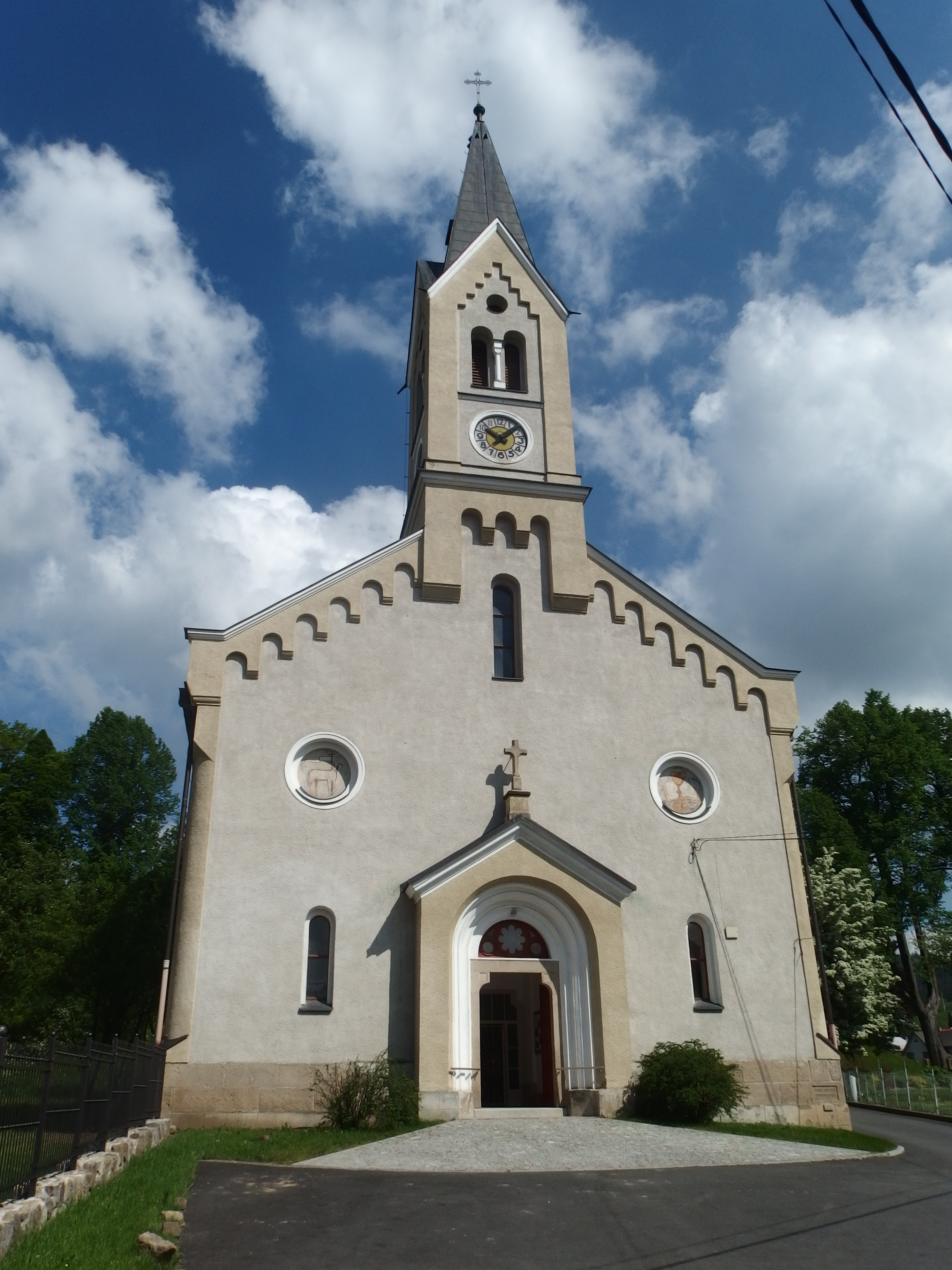
Kostel v Ratiboři u Vsetína
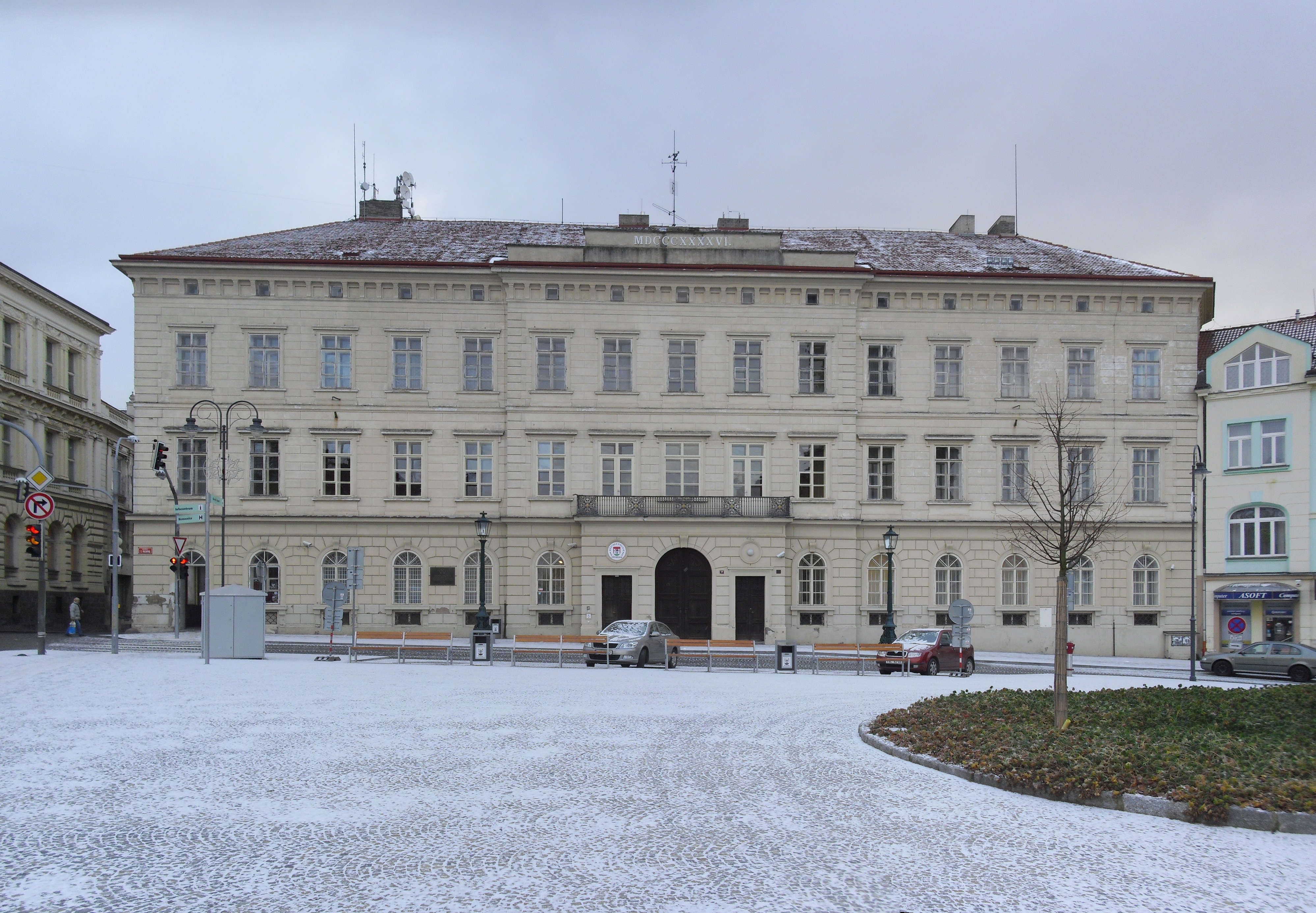
Báňské ředitelství v Příbrami
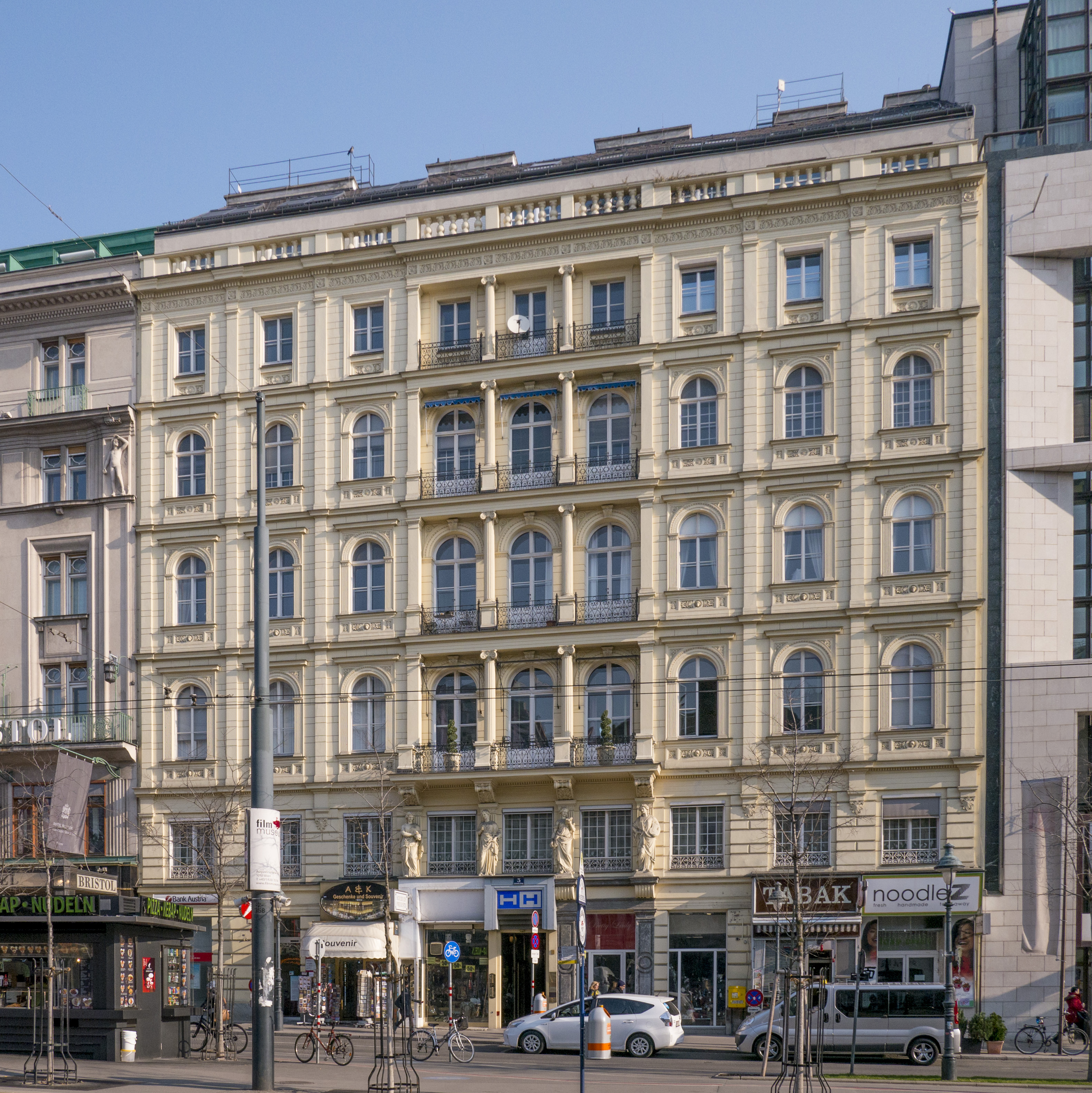
Palác Gomperz ve Vídni
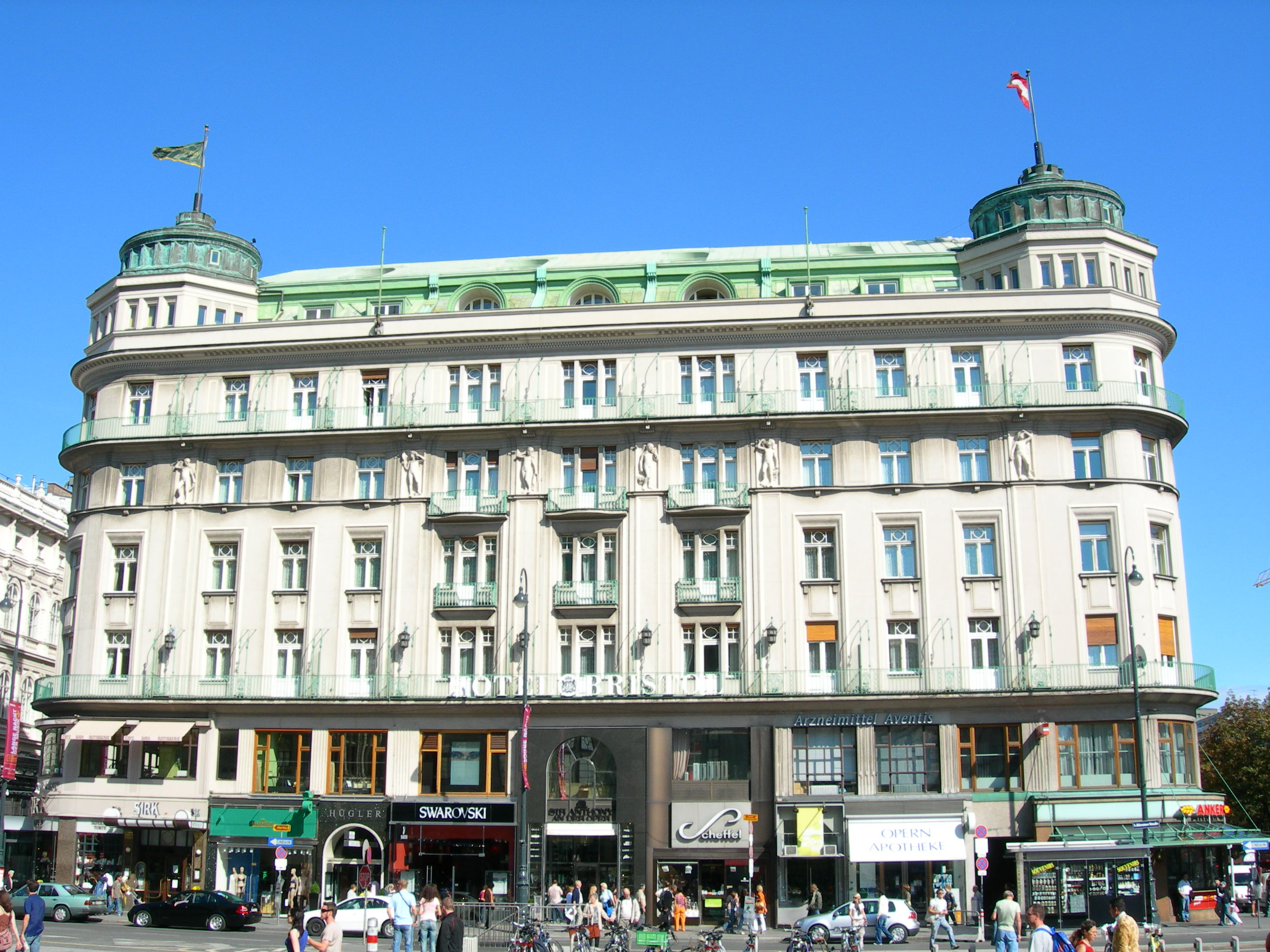
Hotel Bristol ve Vídni
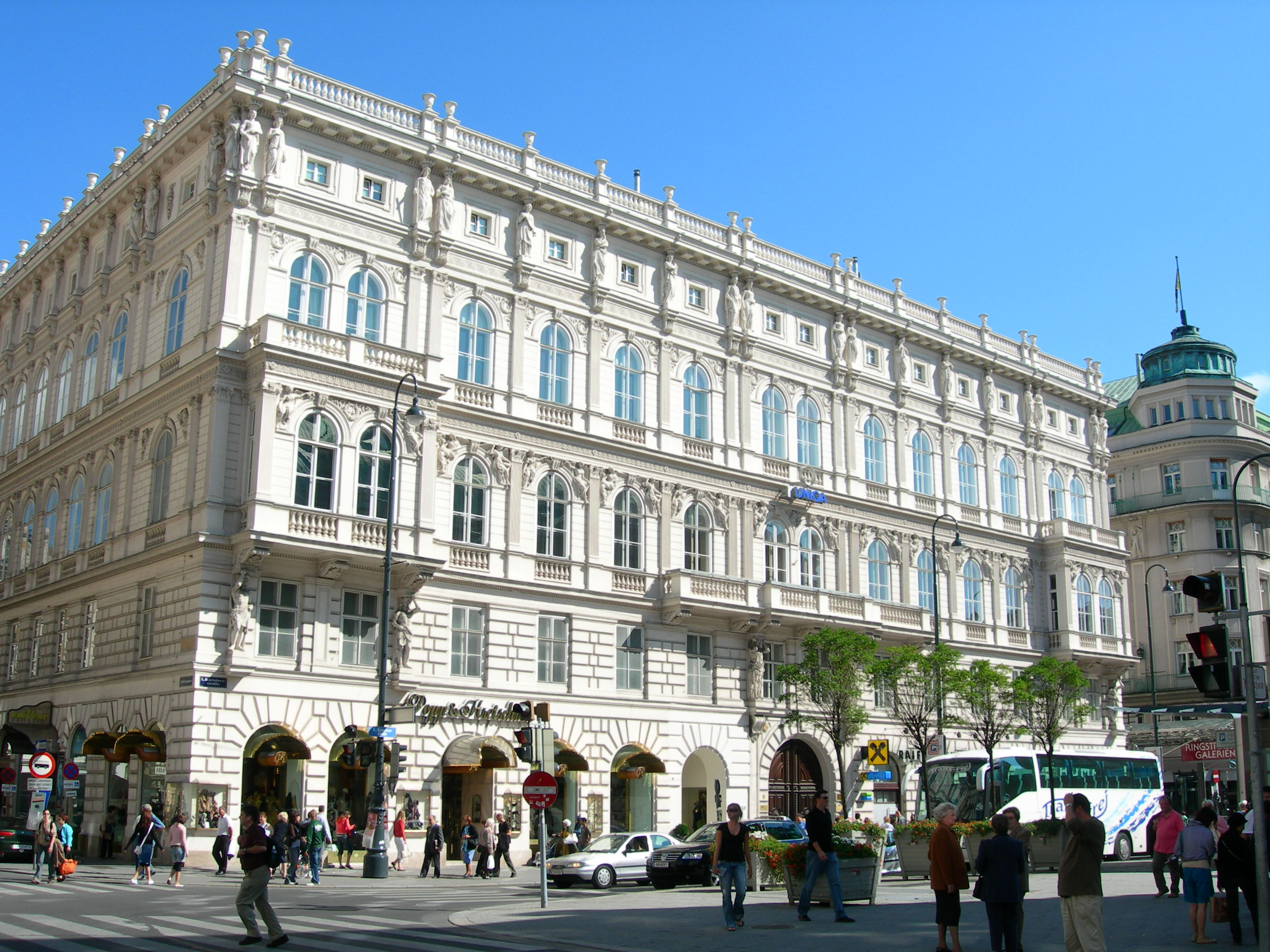
Palác Todesco ve Vídni

## Spisy
- FÖRSTER, Ludwig; DEMARTEAU, Amédée; BENKO, Anton. Beschreibende und malerische Darstellung der K. K. österreichischen Staatseisenbahn von Olmütz bis Prag. Wien: Verlag von L. Försters artist. Anstalt, 1845. 24 + přílohy s. Dostupné online. (německy)